# 山姆·纳兹
萨姆林·“山姆”·纳兹（英語：Samreen "Sam" Naz，？—）是英国电视节目主持人、记者和演员，目前任职于天空新闻台。她之前曾主持过多个新闻节目，例如《60秒》。

## 早年生活和教育
纳兹在伯明翰出生和长大，拥有巴基斯坦血统。她在完成利兹三一大学广播新闻学研究生文凭之前曾就读于利兹大学。2002年，她收到了乔治·维纳纪念基金（全国记者联盟发起的计划）提供的助学金，旨在扩大媒体记者的多样性

## 职业生涯
2011年，她成为英广第三台《60秒》的常任主播，逢周一至周四主持。她还共同主持该频道的现场政治讨论节目《自由发言》。 纳兹于2016年转投天空新闻台，并定期主持英国时间0时至5时（非工作日时则为0时至6时）。她在2017年主持了一场关于英国脱欧的特别媒体峰会活动，艾德·維濟亦参与其中。 
自2016年以来，纳兹一直是天空新闻台深夜和凌晨各节新闻的主持人，通常从午夜到上午五时（非工作日时为上午六时）播出天空午夜新闻和天空世界新闻。迄2021年，纳兹一直是该时段最常见的主播之一。
纳兹创作、制作并主演了一部名为《自由》的短片，并在其中扮演二战期间为英国特别行动执行处工作的穆斯林秘密特工努尔·艾娜雅特·汗的主角。该片于2021年9月在洛杉矶首映。

## 节目主持和出演记录

### 电视
| 主持年份      | 节目名         | 性质              | 备注                   |
| ------------- | -------------- | ----------------- | ---------------------- |
| 2011年–2016年 | 60秒           | 主持人            | 英国广播公司第三台     |
| 2012年        | 自由发言       | 社交媒体骑师      | 英国广播公司第三台     |
| 2013年–2016年 | 晚八点新闻摘要 | 主持人            | 英国广播公司第一台     |
| 2016年至今    | 天空新闻       | 新闻主播          | 天空电视               |
| 2016年–2018年 | 第五台新闻     | 新闻主播/记者     | 节目由独立电视新闻制作 |
| 2016年        | 柏林站         | BBC评论员（饰演） | 派拉蒙                 |
| 2018年        | 欧洲晚报       | 主持人            | 全国广播公司           |

### 电影
| 年份 | 片名 | 饰演角色         | 备注               |
| ---- | ---- | ---------------- | ------------------ |
| 2021 | 自由 | 努尔·伊纳亚特·汗 | 演员、作家、制片人 |